# Сарренсі (Джорджія)
Сарренсі (англ. Surrency) — місто (англ. town) в США, в окрузі Апплінг штату Джорджія. Населення — 194 особи (2020).

## Географія
Сарренсі розташоване за координатами 31°43′19″ пн. ш. 82°11′52″ зх. д. / 31.72194° пн. ш. 82.19778° зх. д. (31.721916, -82.197823).  За даними Бюро перепису населення США в 2010 році місто мало площу 2,01 км², з яких 2,00 км² — суходіл та 0,00 км² — водойми.

## Демографія
Згідно з переписом 2010 року, у місті мешкала 201 особа в 84 домогосподарствах у складі 60 родин. Густота населення становила 100 осіб/км².  Було 113 помешкання (56/км²).
Расовий склад населення:
| - 57,2 % — білих - 30,3 % — чорних або афроамериканців - 1,5 % — корінних американців - 1,5 % — азіатів - 7,0 % — осіб інших рас |

До двох чи більше рас належало 2,5 %. Частка іспаномовних становила 8,0 % від усіх жителів.
За віковим діапазоном населення розподілялося таким чином: 22,9 % — особи молодші 18 років, 53,7 % — особи у віці 18—64 років, 23,4 % — особи у віці 65 років та старші. Медіана віку мешканця становила 45,3 року. На 100 осіб жіночої статі у місті припадало 105,1 чоловіків;  на 100 жінок у віці від 18 років та старших — 91,4 чоловіків також старших 18 років.
Середній дохід на одне домашнє господарство  становив 35 022 долари США (медіана — 26 563), а середній дохід на одну сім'ю — 35 104 долари (медіана — 27 875). Медіана доходів становила 28 889 доларів для чоловіків та 26 250 доларів для жінок. За межею бідності перебувало 30,4 % осіб, у тому числі 56,0 % дітей у віці до 18 років та 7,5 % осіб у віці 65 років та старших.
Цивільне працевлаштоване населення становило 71 осіб. Основні галузі зайнятості: публічна адміністрація — 36,6 %, виробництво — 21,1 %, освіта, охорона здоров'я та соціальна допомога — 15,5 %, роздрібна торгівля — 12,7 %.